# NGC 5552
NGC 5552 је спирална галаксија у сазвежђу Девица која се налази на NGC листи објеката дубоког неба.
Деклинација објекта је + 7° 1' 56" а ректасцензија 14h 19m 3,9s. Привидна величина (магнитуда) објекта NGC 5552 износи 14,1 а фотографска магнитуда 14,9. NGC 5552 је још познат и под ознакама NGC 5558, CGCG 47-4, PGC 51140.